# 296년

## 연호
- 서진(西晉) 원강(元康) 6년

## 기년
- 서진(西晉) 혜제(惠帝) 7년
- 신라(新羅) 유례 이사금(儒禮泥師今) 13년
- 고구려(高句麗) 봉상왕(烽上王) 5년
- 백제(百濟) 책계왕(責稽王) 11년